# BMW X7
BMW X7 este un SUV de lux de dimensiuni mari, produs de BMW. Este cel mai mare și cel mai scump SUV BMW din gama sa.